# Lowrie Cemetery
Lowrie Cemetery is een Britse militaire begraafplaats met gesneuvelden uit de Eerste Wereldoorlog, gelegen in de Franse gemeente Havrincourt (departement Pas-de-Calais).   
De begraafplaats werd ontworpen door Noel Rew en ligt aan de weg naar Marquion op bijna 1 km ten noorden van het dorpscentrum (Église Saint-Géry). Vanaf deze weg voert een pad van 50 m naar de toegang van de iets lager gelegen begraafplaats.
De begraafplaats heeft een rechthoekig grondplan met een oppervlakte van 780 m² en wordt omsloten door een bakstenen muur. De toegang is een metalen hekje in de oostelijke hoek. Het Cross of Sacrifice staat centraal tegen de zuidoostelijke muur dicht bij de toegang. 
De begraafplaats wordt onderhouden door de Commonwealth War Graves Commission.
Er liggen 251 Britten begraven waaronder 47 niet geïdentificeerde.

## Geschiedenis
Havrincourt werd op 20 november 1917 bestormd en ingenomen door de 62nd (West Riding) Division maar op 23 maart 1918 werd het als gevolg van het Duitse lenteoffensief terug opgegeven. Op 12 september 1918 werd het dorp door de 62nd Division heroverd en bleef, ondanks een hevige vijandelijke aanval de volgende dag, definitief ingenomen. 
Lowrie Cemetery werd begin oktober 1918 aangelegd door de 3rd Division Burial Officer (deze officier was verantwoordelijk voor het registreren en begraven van de slachtoffers) en werd naar hem genoemd. De oorspronkelijke 211 graven werden na de wapenstilstand aangevuld met slachtoffers die in de omliggende slagvelden werden gevonden. De meerderheid van de hier begraven slachtoffers sneuvelden in september 1918.

### Onderscheiden militairen
- Roland Bedford, luitenant bij het Devonshire Regiment werd tweemaal onderscheiden met het Military Cross (MC and Bar).
- Horace Charles Bowman Cottam, kapitein bij het Hampshire Regiment en William Baikie Watson, luitenant bij de Royal Field Artillery werden onderscheiden met het Military Cross (MC).
- J.K. Rollo, compagnie sergeant-majoor bij de Gordon Highlanders werd onderscheiden met de Distinguished Conduct Medal en de Military Medal (DCM, MM).
- nog 10 militairen werden onderscheiden met de Military Medal (MM).